# Gestell
Gestell, или гешталь, — философское понятие, использованное немецким философом Мартином Хайдеггером для описания того, что лежит в основе философии современной техники. Происходит от Das Gestell в переводе с нем. — «рамка, опора». Хайдеггер ввёл этот термин в 1954 году в своём труде «Вопрос о технике», основанном на лекции «Das Gestell», впервые прочитанной 1 декабря 1949 года в Бремене.
Само слово «Gestell» происходит от немецкой приставки Ge-, которая означает форму «собирать», и корня немецкого слова stellen, что означает «ставить» или «размещать». В переводах на русский язык трудов Хайдеггера это понятие иногда передаётся как «постав».

## Определение

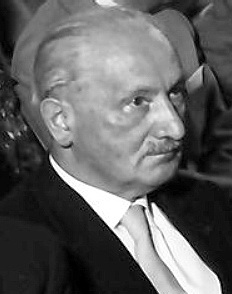
Мартин Хайдеггер в 1960 году

Определяя «сущность техники» как «гешталь», Хайдеггер указал, что всё, что появилось в мире, было оформлено в «рамки». Такое обрамление касается того, как реальность появляется или раскрывается в период современной техники, и люди, рождённые в этом «способе упорядочения», всегда встроены в гешталь.
Таким образом, то, что открыто в мире, то, что показало себя таким, каким оно есть (правда о себе), изначально нуждалось в оформлении, буквально — способе существования в мире, чтобы быть видимым и понятным. Что касается сущности техники и того, как люди видят вещи в эпоху техники, то мир рассматривается как «постоянно-резервный», то есть дуалистический: настоящий (технический прогресс) и латентный (катастрофическая доисторическая эпоха). Хайдеггер пишет:
Поставом мы называем собирающее начало той установки, которая ставит, т. е. заставляет человека выводить действительное из его потаенности способом поставления его как состоящего-в-наличии. По-ставом называется тот способ раскрытия потаенности, который правит существом современной техники, сам не являясь ничем техническим.
Кроме того, Хайдеггер использует это слово необычным способом, придавая «гешталю» активную роль. В обычном употреблении это слово означало бы просто устройство отображения, то есть, объект, например книжную полку или рамку для картин, но для Хайдеггера «гешталь» — это инструмент, раскрывающий вещи для их самопрезентации.